# Valentine Rugwabiza
Valetina Sendanyoye Rugwabiza (nascuda el 25 de juliol de 1963) és una empresària i política de Ruanda que ha estat representant permanent del país a les Nacions Unides des del 2016.

## Primers anys i educació
Rugwabiza va néixer el 25 de juliol de 1963. Té una llicenciatura i un màster en Farmàcia deper la Universitat Nacional del Zaire.

## Carrera professional
Durant vuit anys, Rugwabiza va treballar per a la companyia multinacional suïssa Hoffmann-La Roche, primer com a cap de desenvolupament comercial i màrqueting per Àfrica central a Yaoundé i després com a director regional a Costa d'Ivori. Va tornar a Kigali en 1997 per posar en marxa la seva pròpia empresa, Synergy Group.
En 2002 Rugwabiza fou nomenada ambaixadora de Ruanda a Suïssa i Represenatnt Permanent a l'Oficina de les Nacions Unides a Ginebra, on hi va servir tres anys.
Des del 2005 fins al 2013, Rugwabiza va ser sotsdirectora general de l'Organització Mundial del Comerç, la primera dona a ocupar el càrrec. És membre fundadors de la Federació del Sector Privat de Ruanda, l'organització de dones empresàries de Ruanda i el Caucus de Dones Líders Ruandeses.
Rugwabiza va ser CEO de la Rwanda Development Board el 2013–2014. Després fou ministra de la Comunitat de l'Àfrica Oriental de 2014 a 2016. En 2015, va ser nomenada una de les "50 dones més poderoses d'Àfrica" per Jeune Afrique.
Rugwabiza fou nomenada Representant Permanent de Ruanda a les Nacions Unides pel President Paul Kagame en novembre de 2016. Continua com a membre del govern de Ruanda i ha estat membre de l'Assemblea Legislativa Est-Africana per un període de cinc anys de 2012 fins a juny de 2017.

## Vida personal
Rugwabiza està casada amb John Paulin Sendanyoye.

## Publicacions
- Rugwabiza, Valetine. «Urgency of Completing the Doha Round more Acute than Ever». A: United Nations Office for ECOSOC Support and Coordination. Achieving Sustainable Development and Promoting Development Cooperation: Dialogues at the Economic and Social Council.  United Nations Publications, 2008, p. 43–45.[Enllaç no actiu]
- ; González, Arancha «Economic integration is helping boost trade and investment in Africa». The Guardian, 11-05-2016 [Consulta: 11 agost 2017].
- Rugwabiza, Valentine «Africa: Amidst Brexit Woes, Africa Forges Ahead With Integration». The New Times. All Africa, 18-07-2016 [Consulta: 11 agost 2017].
- Rugwabiza, Valetine «Britain may have given up on the EU dream, but Africa still wants integration». The Guardian, 17-07-2016 [Consulta: 11 agost 2017].